# Hoeve Corisberg
De hoeve Corisberg staat in de Nederlandse buurtschap Onderste Caumer, provincie Limburg. Sinds 1967 is de hoeve een rijksmonument.

## Geschiedenis
De hof Corisberg was het stamgoed van de familie Van Caldenborn. In 1371 werd de hof Corisberg genoemd als onderdeel van het Keur-Keuls leengoed Kaldenborn, waar tot 1570 ook De Schiffeler toe behoorde.
De familie Van Retersbeek genaamd Kaldenborn hield de hof gedurende de 14e en 15e eeuw in leen. Nadat Frederik van Schaesberg genaamd Van Retersbeek rond 1472 overleed, werd de hof nagelaten aan zijn dochter Margaretha. Zij huwde Jan Crümmel van Eynatten tot Flammersheim. Hun kleindochter Sophia van Pallandt erfde Corisberg en via haar kwam de boerderij terecht bij de familie Van Quadt-Landskron.
In 1655 werden Corisberg en De Schiffeler verkocht aan de Akense koopman Hendrik Vignon, echtgenoot van Anna Buirette.
In 1722 trouwde eigenaresse Johanna Jacoba Heldevier met kolonel Johan Rudolf Sturler, zodat Corisberg in zijn familie terecht kwam. In 1765 verkocht hun zoon Jean Rudolph het huis aan de familie Lintgens.

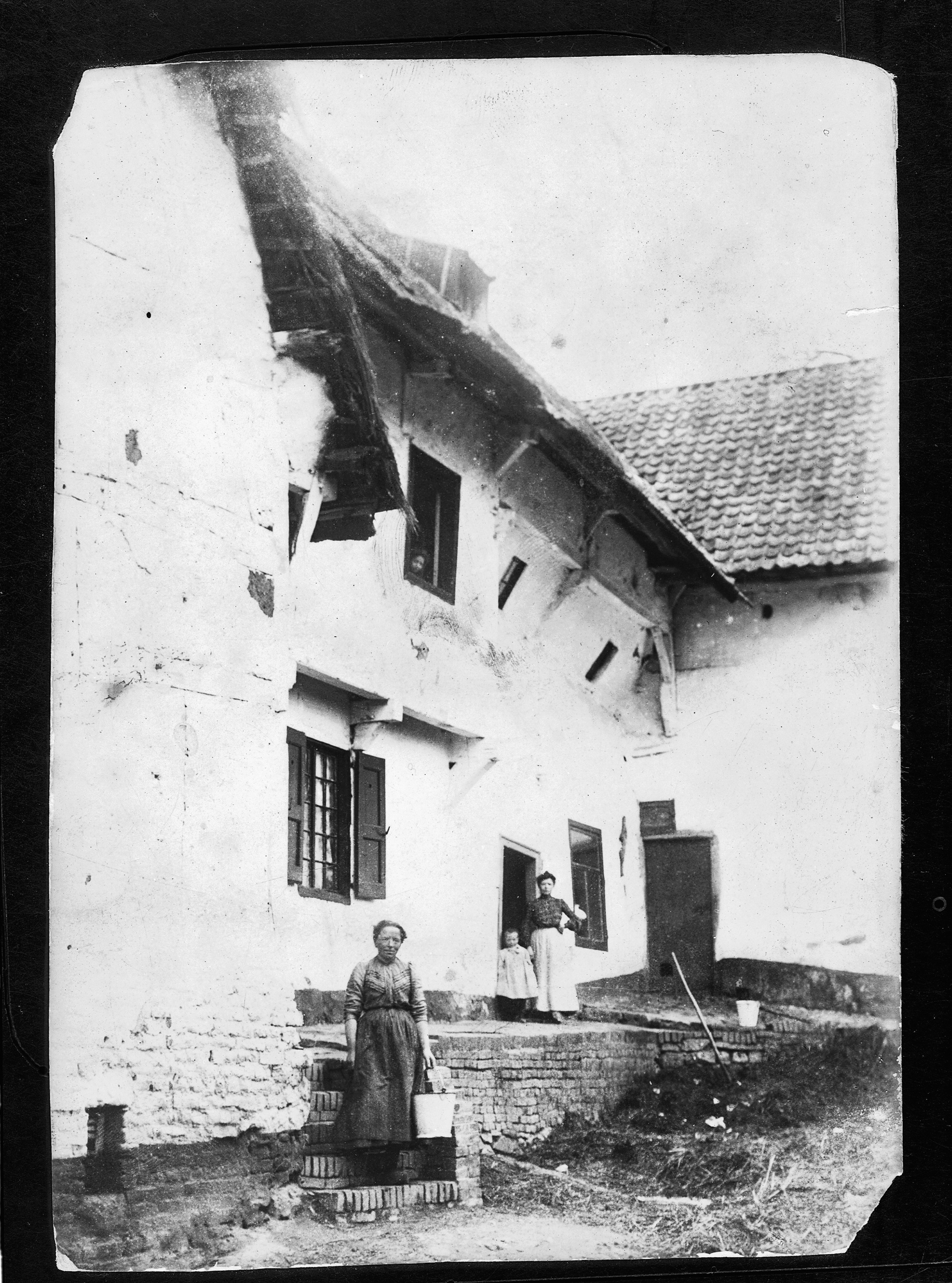
Binnenplaats

In 1920 was Corisberg – dat toen ook wel Op de Berg werd genoemd – in bezit van de gebroeders Schepers.
De hoeve was eind 20e eeuw in eigendom van de gemeente Heerlen en werd verpacht. In 2002 stopten de bewoners met het boerenbedrijf. Stichting Zonnehuizen kreeg de hoeve in 2009 overgedragen en heeft er een woon- en werkgemeenschap voor mensen met een verstandelijke beperking in gevestigd. Op het terrein zijn hiervoor vier woningen gebouwd. Anno 2023 valt de zorgboerderij onder DeSeizoenen.

## Beschrijving
De boerderij Corisberg ligt tegen een helling van het dal van de Caumerbeek. Het is een gesloten, vierkante hoeve rondom een binnenplaats. Het L-vormige woongedeelte bevindt zich op de zuidwesthoek. Dit deel stamt uit de 17e eeuw en is geheel onderkelderd. De begane grond is gebouwd met kunrader steen, de verdieping bestaat uit baksteen met hoekblokken en speklagen van mergel.
In 1768 zal de boerderij zijn verbouwd, getuige een herdenkingssteen die dit jaartal en de namen Dhomas Vlecks en Anna Marea Horbach vermeldt. Bij deze verbouwing zijn de meeste segmentboogvensters aangebracht en de schoorsteenmantels in Lodewijk-XIV-stijl.
Aan de oostzijde is een schuur die in het eerste kwart van de 19e eeuw is gebouwd. De stal dateert uit 1780.
Oorspronkelijk lagen er bij de hoeve visvijvers die het water van de Caumerbeek opstuwden.
Er zijn geen aanwijzingen dat Corisberg ooit een kasteel was. Indien er een versterkt huis heeft gestaan, dan zal dat niet op de plek van de hoeve zijn geweest, maar beneden in het dal van de Caumerbeek.